# William Hopton Anderson
Vous lisez un « bon article » labellisé en 2024.
Pour les articles homonymes, voir William Anderson et Anderson.
William Hopton Anderson, né le 30 décembre 1891 à Kew et mort le 30 décembre 1975 à Melbourne-Est, est un officier de la Force aérienne royale australienne. Il intègre l'Australian Flying Corps pendant la Première Guerre mondiale et reçoit la Distinguished Flying Cross ainsi que la croix de guerre belge pour sa conduite au sein du No. 3 Squadron RAAF sur le front de l'ouest, en 1917. L'année suivante, il est nommé commandant du No. 7 (Training) Squadron et, plus tard, du No. 3 Squadron. William Anderson dirige l'Australian Air Corps au cours de sa brève existence en 1920-1921, avant de rejoindre la RAAF, récemment établie. Troisième officier le plus haut gradé du service, il occupe principalement des postes au sein de l'Australian Air Board durant l'entre-deux-guerres. Il est nommé commandeur de l'ordre de l'Empire britannique en 1934 et promu air commodore en 1938.
Au début de la Seconde Guerre mondiale, William Anderson est membre de l'armée de l'air chargé de l'approvisionnement. En 1940, il occupe le poste de chef d'état-major de la Force aérienne entre la démission de l'Air Vice-Marshal Stanley Goble en janvier et l'arrivée de l'Air Chief Marshal Sir Charles Burnett de la RAF, le mois suivant. Il dirige les nouvelles bases de commandement de la zone centrale et de la zone orientale entre décembre 1940 et juillet 1943, avant de revenir à l'Air Board en tant qu'Air Member for Organisation and Equipment de septembre 1941 à mai 1942. William Anderson est le commandant fondateur de l'école d'état-major de la RAAF de juillet à novembre 1943, après quoi il est nommé membre de l'armée de l'air chargé du personnel. Il est à nouveau commandant de l'école d'état-major d'octobre 1944 à avril 1946, date à laquelle il prend sa retraite. Connu de ses collègues sous les surnoms « Andy » ou « Mucker », William Anderson meurt le jour de son anniversaire en 1975.

## Biographie

### Jeunesse et Première Guerre mondiale
Né le 30 décembre 1891 à Kew, dans la banlieue de Melbourne, William Hopton Anderson est le troisième fils du géomètre Edward Anderson, né en Angleterre, et de sa femme Florence (née Handfield), originaire de Victoria. William Anderson étudie à la Melbourne Church of England Grammar School, il joue au football, rejoint le corps des cadets et est membre de l'équipe de tir de l'école. En décembre 1910, il entame sa carrière militaire professionnelle en tant qu'officier du régiment royal de l'Artillerie australienne, basé à Sydney. Il est muté dans la Force expéditionnaire terrestre et navale australienne en tant que commandant de batterie à Rabaul, en Nouvelle-Guinée allemande occupée par l'Australie, en mars 1915. En janvier de l'année suivante, il rejoint l'Australian Flying Corps (AFC) en tant que capitaine et se rend en Égypte avec le No. 1 Squadron RAAF. En avril et mai 1916, il est rattaché au No. 17 Squadron RAF du Royal Flying Corps (RFC). Il entreprend ensuite un entraînement au pilotage en Grande-Bretagne, où il poursuit son service au sein de la RFC. En août 1917, il est affecté au No. 3 Squadron RAAF (désigné par les Britanniques comme l'escadron no 69 de la RFC), qui pilote des avions de reconnaissance biplaces Royal Aircraft Factory R.E.8 sur le front occidental,.

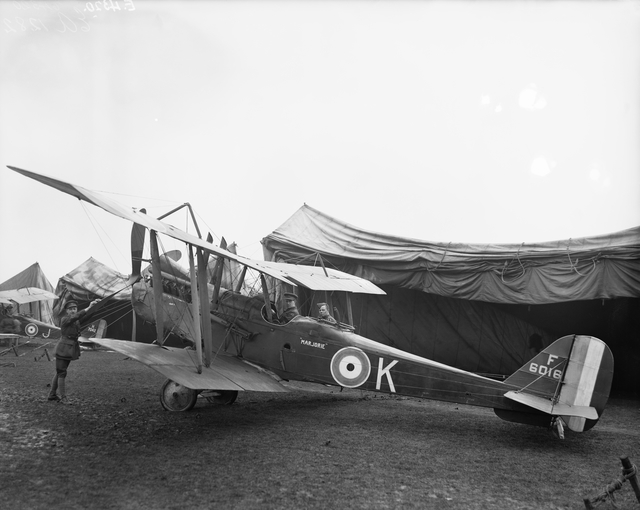
R.E.8 du No. 3 Squadron en Belgique en 1919.

À partir d'octobre 1917, le No. 3 Squadron est fortement impliqué dans la surveillance de l'artillerie, une activité qui rend les lents R.E.8 vulnérables aux attaques des chasseurs ennemis. À deux reprises au cours de ce mois, l'avion de William Anderson est pris en chasse par plusieurs appareils allemands. La première fois, il est, selon ses propres termes, « trop effrayé pour réfléchir », mais les deux fois, il réussit à manœuvrer son avion de façon que son observateur puisse repousser ses adversaires avec des tirs de mitrailleuse Lewis jusqu'à ce que d'autres R.E.8 viennent à leur secours,. Le 6 décembre, alors que William Anderson est en train de repérer de l'artillerie près de la crête de Messines, il engage un DFW allemand biplace que l'observateur John Bell a réussi à abattre ; il s'agit de la première victoire aérienne confirmée du No. 3 Squadron,.
En janvier 1918, William Anderson reçoit temporairement le grade de major et est affecté en Angleterre pour prendre en charge le No. 7 Squadron RAAF. Il est nommé pour la croix militaire (MC) le 12 mars pour ses exploits au sein du No. 3 Squadron en France, la citation soulignant son « combat résolu » et son « pilotage avec sang-froid et compétence » pour échapper aux attaques des avions ennemis et mener à bien des missions de reconnaissance. Il reçoit alors la Distinguished Flying Cross (DFC) à la suite des King's Birthday Honours promulgués dans la London Gazette le 3 juin, devenant ainsi le premier Australien à recevoir cette décoration nouvellement créée,. Il reçoit également la croix de guerre belge, décernée le 9 juillet. William Anderson retourne en France en octobre 1918 en tant que commandant du No. 3 Squadron,. L'unité se convertit aux Bristol Fighters le même mois, et effectue sa dernière opération le matin du 11 novembre ; elle est ensuite utilisée pour le transport du courrier pour les forces australiennes en Europe.

### Entre-deux-guerres

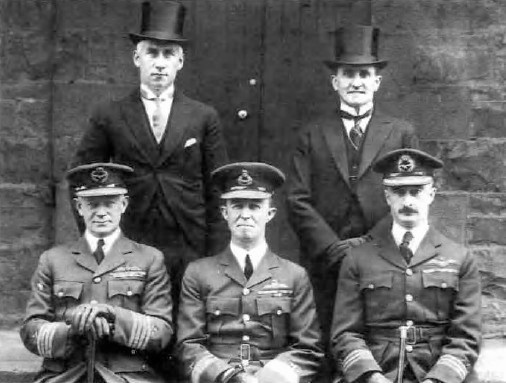
Le Wing Commander Anderson (assis, à droite) avec le RAAF Air Board en novembre 1930, dont le Group Captain Goble (assis, à gauche) et l'Air Commodore Williams (assis, au centre).

William Anderson abandonne le commandement du No. 3 Squadron en janvier 1919 et retourne en Australie deux mois plus tard. Il est distingué le 11 juillet. En décembre, l'AFC est dissoute et remplacée le 1er janvier 1920 par l'éphémère Australian Air Corps (AAC), qui est, comme l'AFC, une branche de l'armée. L'officier supérieur de l'AFC, le lieutenant-colonel Richard Williams, est encore en Angleterre et Anderson est nommé commandant de l'AAC, un poste qui lui confère également la responsabilité de la Central Flying School RAAF (CFS) à Point Cook, dans l'État de Victoria,. William Anderson étant en congé maladie au moment de la nomination, c'est le major Rolf Brown qui assure provisoirement le commandement, William Anderson prenant le relais le 19 février. L'AAC est une organisation provisoire destinée à exister jusqu'à la mise en place d'un service aérien australien permanent. En septembre 1920, William Hopton Anderson pilote l'un des deux bombardiers Airco DH.9A chargés de rechercher la goélette Amelia J., disparue lors d'un voyage entre Newcastle et Hobart. Il termine ses recherches sans trouver la goélette perdue, mais l'autre DH.9A disparaît avec ses deux hommes d'équipage, ce qui constitue les seules pertes en vies humaines de l'AAC.
Le 31 mars 1921, William Hopton Anderson rejoint l'Australian Air Force nouvellement formée (« Royal » ayant été ajouté en août) en tant que squadron leader, devenant ainsi le troisième officier le plus ancien après Williams et l'ancien pilote du Royal Naval Air Service Stanley Goble, tous deux devenus wing commander,. En 1921, William Hopton Anderson commande la base de la RAAF à Point Cook et les deux principales unités de Point Cook, la No. 1 Flying Training School (No. 1 FTS) - le successeur de la CFS - et le No. 1 Aircraft Depot (No. 1 AD),. Au cours des quatre années suivantes, il occupe les fonctions de Director of Personnel and Training et de Chief of the Administrative Staff (Second Air Member) au sein de l'organe de contrôle de la RAAF, l'Air Board, habituellement lorsque Goble est en mission à l'étranger,. En avril 1922, William Hopton Anderson participe au premier exercice de coopération avec l'armée du nouveau service, pilotant un DH.9 avec le Flight Lieutenant Adrian Cole, qui repère les tirs d'artillerie depuis un emplacement situé à Queenscliff, dans l'État de Victoria. Un an plus tard, Anderson propose de créer un atelier destiné à la recherche et au développement, qui devient la section expérimentale de la RAAF à Point Cook en janvier 1924.

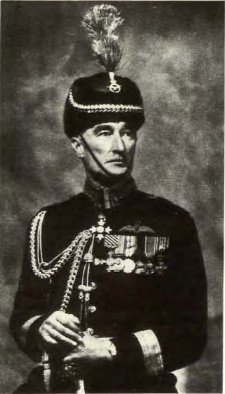
Air Commodore Anderson en uniforme de la RAAF c. 1938-1939.

La jeune Air Force organise de nombreuses démonstrations publiques au cours de ses premières années d'existence. Lors d'une de ces démonstrations au-dessus de la banlieue de Melbourne, Essendon, en septembre 1924, William Hopton Anderson, le capitaine Ray Brownell et un autre pilote prennent part à une simulation de combat aérien, tandis que le capitaine Harry Cobby fait une démonstration de chasseur de ballons. En décembre, Anderson et Brownell interviewent Reg Pollard et Frederick Scherger, deux étudiants du Royal Military College, Duntroon, qui demandent à être transférés à la RAAF ; Scherger est sélectionné et devient Air chief marshal de la RAAF, tandis que Pollard devient Chief of the General Staff. Scherger est également le premier membre de la promotion de Duntroon à être transféré directement dans l'armée de l'air ; les transferts précédents concernaient des diplômés qui servaient déjà dans l'armée. En 1925-1926, William Hopton Anderson prend à nouveau le commandement de la FTS no 1, tout en occupant un poste au sein de l'Air Board en tant qu'Air Member for Personnel. Il est affecté en Angleterre entre 1927 et 1929, suit les cours du RAF Staff College (Andover), et sert d'officier de liaison aérienne (ALO) auprès du ministère de l'Air britannique. En mars 1927, il est promu wing commander,. En tant qu'ALO en 1928, il fournit des informations à l'Air Board concernant les défauts du bombardier léger de jour de Havilland DH.65 Hound, alors fortement envisagé pour la RAAF, ce qui entraîne à la place, la commande du Westland Wapiti.
De retour en Australie au milieu de l'année 1929, William Hopton Anderson dirige pendant une courte période le No. 1 AD, désormais basé à la RAAF Station Laverton, Victoria, avant d'être nommé membre de l'Air Board en tant qu'Air Member for Supply en octobre,. Il passe la majeure partie des années 1930 à ce poste, à l'exception d'un rôle intérimaire en tant qu'Air Member for Personnel de janvier 1933 à juin 1934, et d'une participation à l'Imperial Defence College, à Londres, l'année suivante,. William Hopton Anderson n'ayant reçu aucune formation officielle dans le domaine de l'approvisionnement, l'historien de l'armée de l'air Alan Stephens a conclu qu'il s'était largement appuyé sur les connaissances spécialisées de son subordonné expérimenté, le directeur des transports et de l'équipement de la RAAF, George Mackinolty. Selon l'histoire officielle de l'armée de l'air d'avant-guerre, il était généralement considéré avec cordialité, mais il était également décrit comme n'étant « pas tout à fait sur la même longueur d'onde que les autres ». Son collègue Joe Hewitt l'a trouvé « admirable » mais « tellement plongé dans les détails de l'administration que certaines questions politiques importantes sont restées en suspens » et « bien que courageux, il était indécis et répugnait à prendre des mesures disciplinaires »,. La timidité chronique de William Hopton Anderson à l'égard des femmes autres que sa sœur célibataire a également fait de lui un objet de moquerie dans certains milieux,. Il est promu group captain en décembre 1932 et air commodore en janvier 1938. Nommé officier de l'ordre de l'Empire britannique (OBE) en 1933 à l'occasion de l'anniversaire du roi, il est promu commandeur du même ordre (CBE) en 1934 à l'occasion du nouvel an.

### Seconde Guerre mondiale

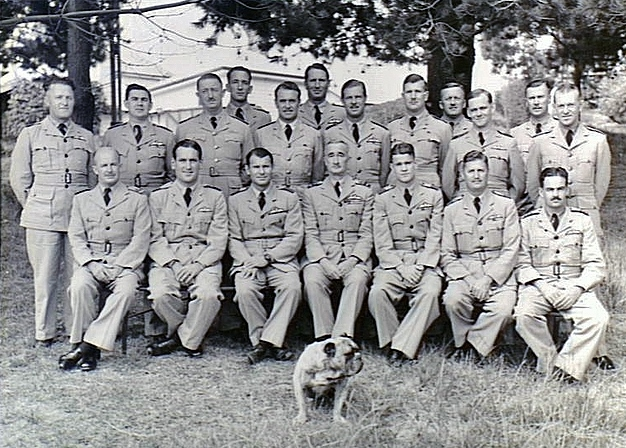
L'air vice-marshal William Hopton Anderson (assis, au centre) en tant que commandant de l'école d'état-major de la RAAF en 1945.

William Hopton Anderson est encore Air Member for Supply lorsque l'Australie déclare la guerre en septembre 1939. Le 9 janvier 1940, il est nommé par intérim chef d'état-major de la Force aérienne (CAS), à la suite de la démission de l'air vice-marshal Goble. William Hopton Anderson occupe ce poste jusqu'au 10 février, date à laquelle l'Air Chief Marshal Sir Charles Burnett, détaché de la Royal Air Force (RAF), prend la relève,. Selon l'auteur Norman Ashworth, le gouvernement australien avait à ce stade si peu confiance dans la direction de son armée de l'air qu'il avait brièvement envisagé d'offrir le commandement temporaire du service au deuxième membre de la Royal Australian Navy, le Commodore Maitland Boucher, Royal Navy, avant de renoncer à un tel « affront monumental aux hauts gradés de la RAAF » et d'opter pour William Hopton Anderson. Après avoir renoncé à son poste temporaire de CAS, William Hopton Anderson reprend brièvement ses anciennes fonctions d'Air Member for Supply avant de devenir membre de l'armée de l'Air Member for Personnel (AMP) en mars 1940 ; l'Air Vice-Marshal Henry Wrigley lui succède à ce poste en novembre,. Le mois suivant, William Hopton Anderson succède à l'Air Commodore Adrian Cole au poste d'air officer commanding (AOC) de la zone centrale, responsable de la défense aérienne, de la protection des voies maritimes adjacentes et de la reconnaissance aérienne pour la majeure partie de la Nouvelle-Galles du Sud ; il reste à ce poste jusqu'à la dissolution de la zone en août de l'année suivante,.
Promu air vice-marshal par intérim en septembre 1941, William Hopton Anderson reprend son poste au Conseil de l'air en remplaçant l'air marshal Williams en tant qu'Air Member for Organisation and Equipment. En mai 1942, il est nommé AOC de l'Eastern Area Command nouvellement créée, dont le siège se trouve à Sydney et qui contrôle sept escadrons en Nouvelle-Galles du Sud et dans le sud du Queensland,. L'un des principaux rôles de la zone est la lutte anti-sous-marine ; ses escadrons comprennent également des chasseurs et des avions de coopération de l'armée. L'activité des sous-marins japonais au large de la côte atteint son apogée en avril et mai 1943. Il est attesté que les Bristol Beaufort de la RAAF ont endommagé un sous-marin japonais le 19 juin, mais ni l'armée de l'air ni la marine ne parviennent à détruire des sous-marins ennemis dans les eaux côtières au cours de l'année 1943. Les efforts des deux services dans la région couverte par la zone orientale sont entravés par la médiocrité des accords de liaison et de commandement, ainsi que par le fait que la RAAF accorde une priorité relativement faible à la protection de la marine marchande.
En juillet 1943, William Hopton Anderson cède le commandement de la zone orientale à l'air commodore John Summers. Ce mois-là, il devient le premier commandant de l'école d'état-major de la RAAF à Mount Martha, dans l'État de Victoria,. L'école est créée pour parfaire la formation des officiers au niveau des chefs d'escadron et des commandants d'escadre, dont William Hopton Anderson, entre autres, estime qu'ils manquent cruellement de niveau d'éducation de base. Le programme d'études s'inspire largement du cours d'état-major de guerre de l'école d'état-major de la RAF. En décembre, William Hopton Anderson est à nouveau nommé AMP, succédant à l'air commodore Frank Lukis, avant de retourner à la tête de l'école d'état-major de la RAAF en septembre 1944. Il continue à exercer cette fonction jusqu'à ce qu'il soit mis à la retraite forcée, avec plusieurs autres hauts commandants de l'armée de l'air, dont Williams et Goble, en avril 1946, prétendument pour laisser la place à des officiers plus jeunes et tout aussi qualifiés,. Un rapport confidentiel de septembre 1944 estime que William Hopton Anderson est « travailleur, consciencieux et loyal », mais qu'il manque de « capacité constructive et d'organisation ». Il est encore à quatre ans de l'âge légal de la retraite, fixé à cinquante-sept ans, pour son grade d'air commodore.

### Retraite et mort
Après avoir été démobilisé de la RAAF en tant qu'air vice-marshal honoraire, il vit à Melbourne-Est. Célibataire à vie, il partage une maison avec sa sœur, qui ne s'est jamais mariée non plus. De 1947 à 1971, il est président honoraire de la branche victorienne du Services Canteens Trust Fund. Le 31 mars 1971, il fait partie d'un groupe restreint de membres fondateurs survivants de la RAAF qui participent à un dîner de célébration à l'hôtel Canberra pour marquer le jubilé d'or du service ; parmi les autres invités figurent l'air marshal Williams, l'Air Vice-Marshal Wrigley, l'Air Commodore Hippolyte De La Rue et le Wing Commander Sir Lawrence Wackett. William Hopton Anderson meurt à son domicile le 30 décembre 1975, jour de son 84e anniversaire, et est inhumé au cimetière général de Boroondara, à Kew.

## Distinctions
- Ordre de l'Empire britannique à titre civil (CBE).
- Distinguished Flying Cross (Royaume-Uni) (DFC).
- Croix de guerre.
- Citation militaire britannique.